# Coroner
Coroner (Ко́ронер) — группа из Швейцарии (г. Цюрих), играющая в жанре «тевтонский трэш-метал». Одни из ярчайших представителей жанра.
На протяжении всей карьеры, музыка коллектива менялась —- от тевтонского трэш-метала на первом альбоме (R.I.P.) к прогрессив-металу с трэшем в основе и использованием приемов, характерных джазу, индастриал-металу, прогрессив-року — на последнем (Grin).

## История

### 1985—1991
Группа Coroner была образована в 1985 году Маркусом Эдельманом (ударные) и Томми Веттерли (гитара). Также к группе присоединились гитарист Оливер Амберг и басист Рон Бродер. В 1986 вышло первое демо — Death Cult, в записи которого принял участие вокалист Celtic Frost Томас Габриэль Фишер. Амберг пробыл в группе недолго и вскоре перешёл в Celtic Frost. Вокалиста найти так и не удалось и его обязанности взял на себя Бродер.
В 1987 году группа записала R.I.P. Demo, а чуть позже - и первый полноформатный альбом R.I.P.. Продюсированием и микшированием занимался Харрис Джонс. Несмотря на не слишком хорошую работу Джонса, сырой и агрессивный Техно-трэш понравился критиками и альбом имел очень хорошую прессу. А трек «Nosferatu» признается многими любителями и критиками одной из лучших инструментальных композиций в истории метала.
В следующем, 1988 году, группа пошла по тому же пути и сперва выпустила демо Punishment for Decadence, а чуть позже и альбом с таким же названием. Для записи клавишных был приглашён Гари Мэрло. Работа опять получила отличные отзывы от критиков, но из-за отмены нескольких туров и отсутствия поддержки со стороны лейбла не стала популярной.
В 1989 выходит ещё более прогрессивный No More Color. Жёсткие и скоростные гитарные партии умело разбавлены джазовыми вставками, что придало пластинке ещё более необычное звучание. Запись проходила в Берлине, а для окончательного микширования группа отправилась в известную Флоридскую студию Morrisound, в которой  записывались многие такие музыканты, как Ozzy Osbourne, Obituary, Morbid Angel, Death, Kreator и др. После выхода альбома у Coroner состоялось первое полноценное турне, в котором на разогреве у них выступали легендарные Watchtower.
Альбом Mental Vortex, записанный в 1991 году, стал достойным продолжателем идей No More Color, но из-за провального промоушена опять не принёс группе популярности.

### 1991—1996
В 1993 году выходит последний полноформатный альбом группы — Grin. В записи использовались гитарные синтезаторы, семплы, акустические гитары. Несомненно, он стал самым необычным альбомом группы, а поклонники и критики разделились на два лагеря. Одни считают, что эта запись — крик отчаяния, ведь, несмотря на великолепную работу на предыдущих альбомах, группа так и не получила признания, которого заслуживала. Другие считают, что Grin — лучшая работа коллектива, в которой музыканты по-настоящему раскрылись и выдали максимум возможного. Так или иначе, и этот релиз продавался не лучшим образом и группа решила разойтись.
Из-за того, что у команды оставались обязательства перед лейблом, на свет появился сборник лучших хитов группы — Coroner, разбавленный несколькими новыми треками и ремиксами. Специально для сборника были записаны песни «Benways World», «The Favorite Game», «Shifter», «Snow Cristal», «Gliding Above While Being Below», «Der Mussolini», «Golden Cashmere Sleeper, Part 1», «Golden Cashmere Sleeper, Part 2».
В 1996 году группа провела прощальное турне и распалась.

### 2005—настоящее время
В 2005 году возникли слухи о воссоединении, но участники группы опровергли их. Однако в 2010 году они подтвердили информацию о решении воссоединиться для участия в Hellfest Summer Open Air. На вопросы о новом альбоме гитарист Томми Веттерли отвечает: 

Знаете, создать альбом — вещь тяжелая… Однако мы никогда не загадываем. Может быть, после пяти шоу мы войдём в раж и скажем «Эй! А давайте-ка запишем альбом!». Никто не знает, что может произойти. Мы не делали никаких планов. Оригинальный текст (англ.)you know, making a new album is kind of difficult... (Pause) Well, you never know. Maybe after four or five shows we'll get into it and say, 'Hey! Let's do an album!' Nobody knows what's going to happen. We don't have a master plan

23 апреля 2011 года
CORONER отыграли первое «камбэк-шоу»
Возобновившие активность CORONER,  на фестивале Impetus отыграли своё первое шоу после долгого молчания.
29 мая на Maryland Deathfest группа CORONER отыграла свой первый в США после возвращения к активной деятельности концерт.
24 и 25 июня участвовали на фестивале во Франции на Hellfest 2011.
31 июля 2011 года Coroner второй раз появились с концертом у себя в Швейцарии после воссоединения.

## Состав

### Текущий состав
- Томми Веттерли — гитара (на всех записях)
- Рон Бродер — бас, вокал (на всех записях, кроме Death Cult)
- Маркус Эдельман — ударные (на всех записях)

### Бывшие участники
- Оливер Амберг — гитара (на демозаписи Death Cult)

### Сессионные музыканты
- Гари Мэрло — клавишные (на альбоме Punishment For Decadence)
- Стив Риспин — клавишные (на альбоме No More Color)
- Кен Смит — клавишные (на альбоме Mental Vortex)
- Жанелль Садлер — бэк-вокал (на альбоме Mental Vortex)
- Стив Груден — бэк-вокал (на альбоме Mental Vortex)
- Крис Веттерли — бас (на сборнике Coroner, песня «Golden Cashmere Sleeper, Part 2»)
- Питер Хаас — ударные (на сборнике Coroner, песни «The Favorite Game», «Shifter» и «Golden Cashmere Sleeper, Part 1»)

## Дискография

### Студийные альбомы
- 1987 — R.I.P.
- 1988 — Punishment for Decadence
- 1989 — No More Color
- 1991 — Mental Vortex
- 1993 — Grin

### Сборники
- 1995 — Coroner

### Синглы
- 1989 — Die By My Hand
- 1989 — Last Entertainment
- 1989 — Purple Haze
- 1991 — I Want You (She’s So Heavy)

### Демозаписи, бутлеги
- 1986 — Death Cult
- 1987 — R.I.P. demo
- 1988 — Punishment for Decadence Demo
- 1996 — The Unknown (Unreleased Tracks 1985—1995) (bootleg)